# أوبو أكاديمي
أوبو أكاديمي (Åbo Akademi) جامعة تستخدم اللغة السويدية في توركو الفنلندية (أوبو هو الاسم السويدي للمدينة). اعتبارا من عام 2004 [التحديث]، وهناك 7941 طالبا وعدد من الموظفين تتألف من 1125 شخصا. الجامعة والأنشطة ليس فقط في توركو، ولكن أيضا في فآسا، بييتارسآري، هلسنكي، وعلى جزر أولند. ظلت أبو أكاديمي مؤسسة خاصة حتى عام 1981، عندما تم تحويلها إلى مؤسسة عامة.
يجب أن لا يتم الخلط بين أوبو أكاديمي وأكاديمية توركو الملكية، التي تأسست في عام 1640 ، لكنها انتقلت إلى هلسنكي بعد حريق توركو سنة 1827، واليوم تعرف باسم جامعة هلسنكي.